# Virgin Books
Virgin Books é uma editora pertencente ao grupo ao grupo Random House e ao Virgin Enterprises.